# Miroslav Kořínek
Miroslav Kořínek (* 28. května 1943 Smržov) je český herec, klavírista, korepetitor, hudební skladatel, hudební aranžér a pedagog.

## Život
Miroslav Kořínek je dlouholetým členem Studia Ypsilon, který zde pravidelně vystupuje již od poloviny 60. let 20. století. Je autorem nebo spoluautorem úprav scénické hudby k převážné většině představení tohoto divadla. Jeho samostatná skladatelská tvorba však zahrnuje i filmovou hudbu, hudbu k televizním seriálům a rozhlasovým hrám a dalším pořadům. V roce 2002 byl nominován na cenu Český lev za hudbu k animovanému filmu Fimfárum Jana Wericha natočenému na motivy knihy Jana Wericha. Na pražské DAMU působí jako pedagog, vyučuje zde sborový zpěv.
Divákům je znám díky působení v pořadu Ruská Ruleta s Markem Ebenem, Oldřichem Kaiserem a Jiřím Lábusem.

## Filmová hudba
- Husiti (2013)
- Sofie a ukradený poklad (TV film, 2008)
- Kdo hledá, najde (TV film, 2007)
- Lásky Kačenky Strnadové (hudba k němému filmu, 2007)
- Falešná kočička aneb Když si žena umíní (hudba k němému filmu, 2007)
- 100 + 1 princezna (TV film, 2006)
- Restaurace U Prince (TV film, 2005)
- Fimfárum Jana Wericha (2002)
- Vraždy a něžnosti (TV film, 1999)
- Učitel tance (1994)
- Kouzelné dny (1992)
- Mí Pražané mi rozumějí (1991)
- My se vlka nebojíme (TV film, 1988)
- Podfuk (1985)
- Faunovo velmi pozdní odpoledne (1983)
- Ja milujem, ty miluješ (1980)
- Hra o jablko (1976)

## Práce pro rozhlas
- 1986 – Jiří Kamen: Láska vše zachrání (1986); účinkovali: Marek Eben, Jana Synková, Jan Přeučil, Adolf Kohuth, Blanka Blahníková, Jiří Hálek, Jiří Sovák, Libuše Havelková, Jiří Lábus, Jiří Němeček, Petr Popelka; hudba: Miroslav Kořínek; režie: Jan Schmid.
- 1991 – Tři veteráni. Na motivy Jana Wericha napsala Helena Sýkorová. Hráli: Ladislav Mrkvička, Karel Heřmánek, Alois Švehlík, Věra Kubánková, Jitka Molavcová, Yvetta Blanarovičová, Josef Vinklář, Michaela Kuklová, Jiří Lír, Jiří Binek, Antonín Hardt, Dagmar Weinlichová a František Němec. Hudba Miroslav Kořínek. Dramaturgie Eva Košlerová. Režie Karel Weinlich.